# Antrim County
Antrim County je okres ve státě Michigan v USA. K roku 2000 zde žilo 23 110 obyvatel. Správním městem okresu je Bellaire. Celková rozloha okresu činí 1 559 km².

## Sousední okresy
| Růžice kompasu |                       | Charlevoix County |                 | Růžice kompasu |
| Růžice kompasu | Leelanau County       | Sever             | Otsego County   | Růžice kompasu |
| Růžice kompasu | Leelanau County       | Antrim County     | Otsego County   | Růžice kompasu |
| Růžice kompasu | Leelanau County       | Jih               | Otsego County   | Růžice kompasu |
| Růžice kompasu | Grand Traverse County | Kalkaska County   | Crawford County | Růžice kompasu |